# دوریات
دوریات نام سرزمینی خیالی بر اساس داستانی از تالکین می‌باشد.
جنگل عظیم پادشاهی الو تینگول، بزرگ‌ترین قلمرو میان قلمروهای سیندار در بلریاند بود. دوریات دو بخش داشت و رود ازگالدویین آن‌ها را از هم جدا می‌کرد: بخش کوچک‌تر، بخش شمال غربی جنگل نلدورت بود و بخش بزرگ‌تر، جنگل جنوبی رجیون. جنگل‌های مذکور و بیشهٔ کوچک بلوطی که بر ساحل غربی سیریون بود و نیوریم نام داشت در احاطهٔ کمربند ملیان بودند. کمربندی که آن سرزمین را از دشمنان محافظت می‌کرد. وسط دوریات، در دل سنگ کنار رود ازگالدویین، تالارهای منه‌گروت، هزار مغاره، پایتخت شاه تینگول و ملکه‌اش ملیان قرار داشت.
گرچه تینگول سال‌ها بر دوریات حکم راند در آخرین سال دورهٔ اول توسط دورف‌ها کشته شد. پس از آن قلمروی او مدت کوتاهی پیش از ویرانی به دست پسران فیانور تحت حکومت دیور الوخیل، نوهٔ وی قرار داشت.